# Zapfhahn

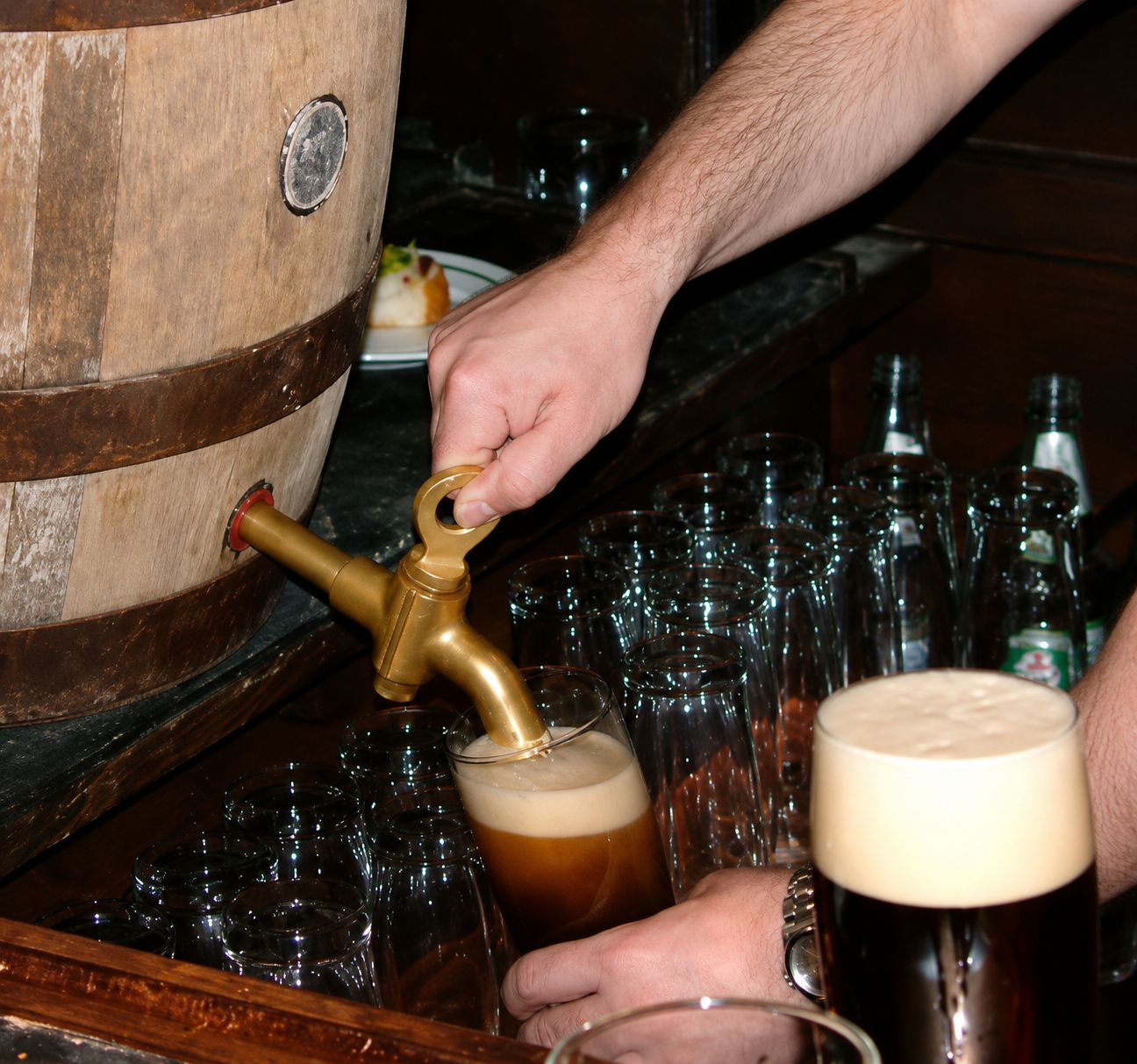
Zapfhahn an einem Bierfass

Ein Zapfhahn (auch Schankhahn) ist ein Absperrhahn zum Steuern des Flüssigkeitsstroms aus einer Zapfanlage für Getränke, einer Rohrleitung, einem Getränkefass oder anderem Behältnis. Weitere Bezeichnungen – mit teilweise speziellen Konstruktionsformen – sind: Fasshahn, Wasserhahn (auch Wasserkran), Bierhahn, Ölhahn, Reibe (bairisch), Wechsel (Bier-Zapfhahn für das Holzfass).
Zapfhähne waren traditionell als Kükenhahn ausgeführt, heute überwiegend als Kolbenhahn (Kolbenzapfhahn). Auch beim Abfüllventil für Benzin an Tankstellen spricht man von einem Zapfhahn. Dessen Funktionsweise ist jedoch eine andere.
Der Zapfen oder Spund ist ein konischer Stopfen, der zum Verschluss von Fässern in das Spundloch geschlagen wurde. Das Spundloch diente zum Befüllen von Fässern. Der Zapfhahn kann in das Spundloch oder in ein separates Zapfloch geschlagen werden.
Im Unterschied zu einem Entleerungsventil wird ein „Hahn“ innerhalb von höchstens einer 1/4-Umdrehung durch eine Kipp- oder Drehbewegung geöffnet und verschlossen. Bei einem Ventil sind dazu für gewöhnlich mehrere Umdrehungen nötig.
Seinen Namen erhielt der Zapfhahn möglicherweise von der früher üblichen Gestaltung des Griff des Kükens. Das Küken ist der bewegliche Teil des Schließventils, der passgenau in den konischen Spund des Ventilrahmens ein, der in den Flüssigkeitsbehälter eingeschlagen wird oder fest an dem Rohrsystem montiert ist. Es lassen sich zwei grundverschiedene Konstruktionstypen unterscheiden:
1. der Winkelhahn, bei dem der Flüssigkeitsstrom durch den unten offenen Konus austritt (In seltenen Fällen steigt er in demselben auf, um aus dem Griffende auszutreten).
2. der Durchgangshahn, der einen separaten Auslauf am Ventilrahmen gegenüber dem Spund besitzt.

Der Zapfhahn wird bei modernen Fässern oft ins Fass geschraubt. Traditionell wurde es mit Hilfe eines Hammers eingeschlagen. Dieser sogenannte Fassanstich wird oft zur Eröffnung von Volksfesten zeremoniell durchgeführt.

## Geschichte

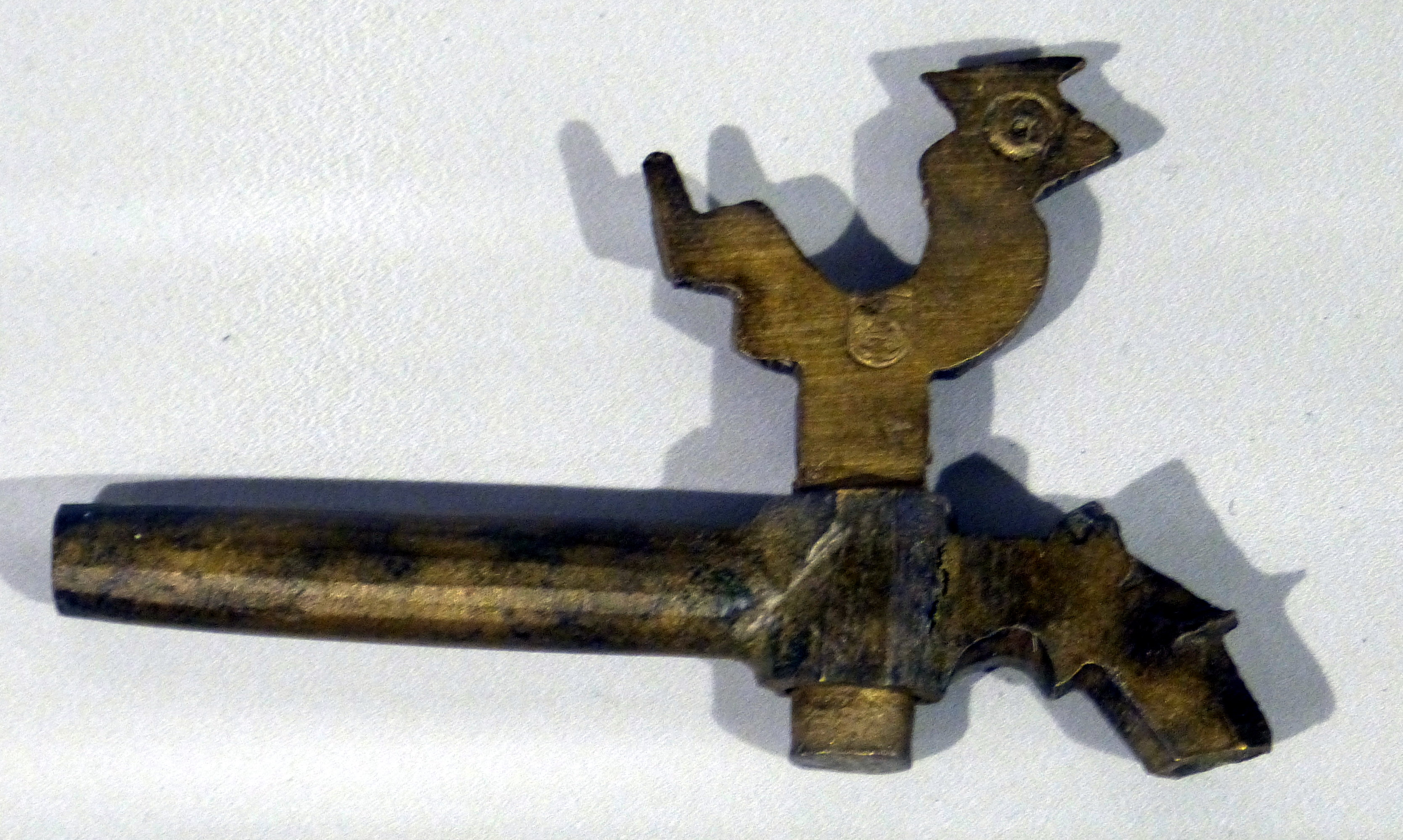
Durchgangshahn aus dem 16. Jahrhundert (aus dem Burgenmuseum Reichenstein)

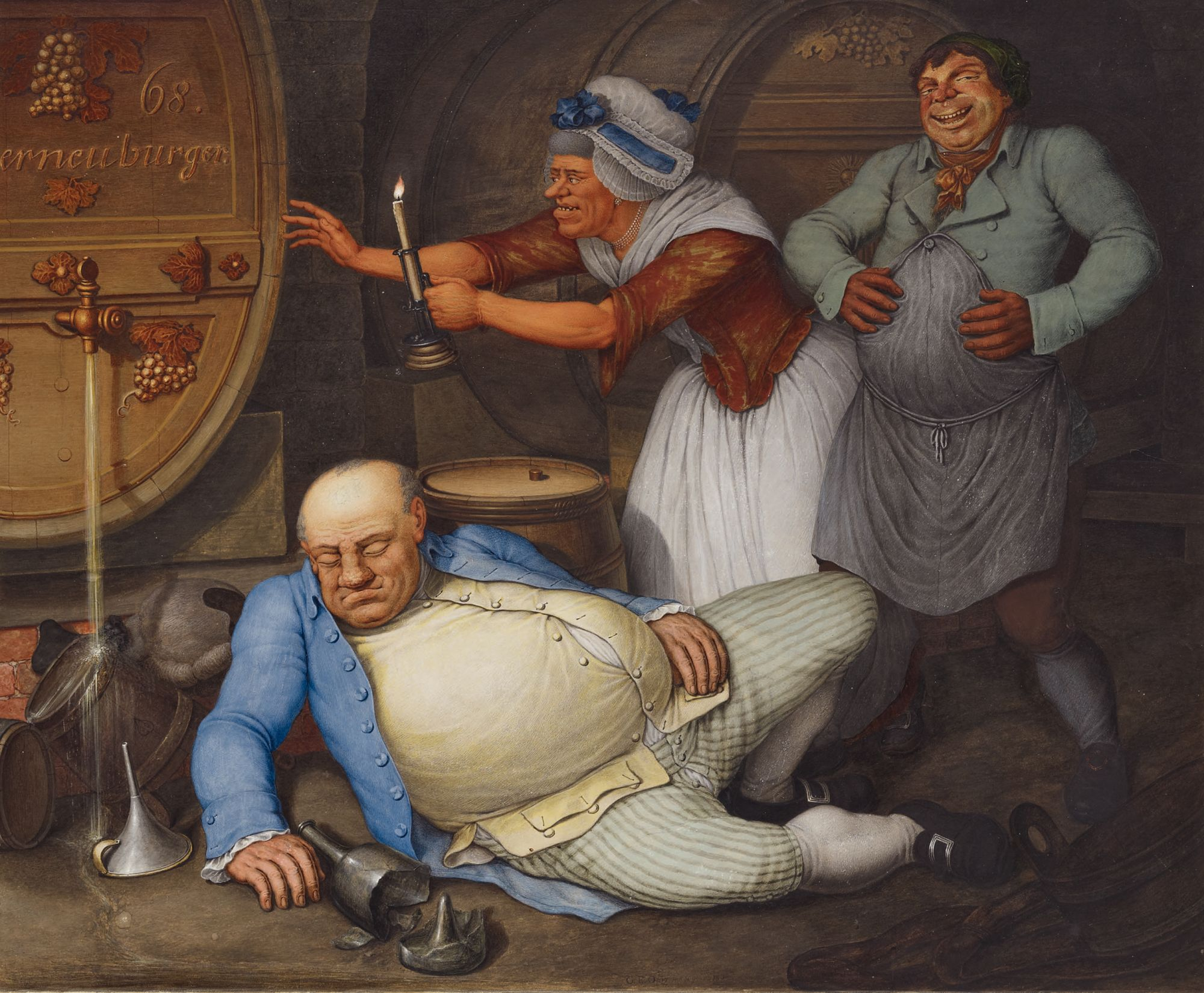
Geöffneter Hahn eines Fasses auf dem Bild Der Säufer von Georg Emanuel Opiz (1804), darunter Trichter und zerbrochene Flasche

Zapfhähne in der Form des klassischen Konushahns, ein einfaches Ventil mit konusförmigem Schließmechanismus, waren bereits seit der Römerzeit bekannt und während des Mittelalters bis in die erste Hälfte des 19. Jahrhunderts in verschiedenen Formen im Einsatz. Sie dienten zum Absperren von Flüssigkeitsleitungen an Fässern, Aquamanilien (Gießgefäße) und Wasserleitungssystemen. In der archäologischen Forschung werden die Zapfhähne aufgrund formaler Kriterien des Rahmens (in der Form eines Delphins, Pferdes oder Hundes) und der Küken genannten Griffe (als Hahn, Vogel, Krone oder drei Ringe) unterschieden und so eine chronologische und regionale Gliederung ermöglicht.
Philon von Byzanz beschrieb um 230 v. Chr. Mehrweghähne zum Zapfen verschiedener Weinsorten. Aus Xanten stammt der Absperrhahn einer Bleiwasserleitung aus dem 2. Jahrhundert n. Chr. Aus dem römischen Köln liegt ein weiterer Konushahn aus einer Kupferlegierung mit Resten eines Bleirohranschlusses vor. Die frühesten mittelalterlichen Belege stammen aus dem 13. Jahrhundert. Bisher sind aus dieser Zeit jedoch nur bildliche Darstellungen und schriftliche Erwähnungen bekannt. Metallene Zapfhähne waren spätestens in der Zeit um 1400 im Gebrauch und liegen aus dem 15./16. Jahrhundert und jüngerer Zeit in großer Zahl und verschiedener Ausformung als archäologische Funde vor.
1837 wurde in England der erste Absperrschieber mit Schraubspindel patentiert, der in vielen Anwendungsfällen den klassischen Konushahn verdrängt hat.

## Heutiger Gebrauch und Formen

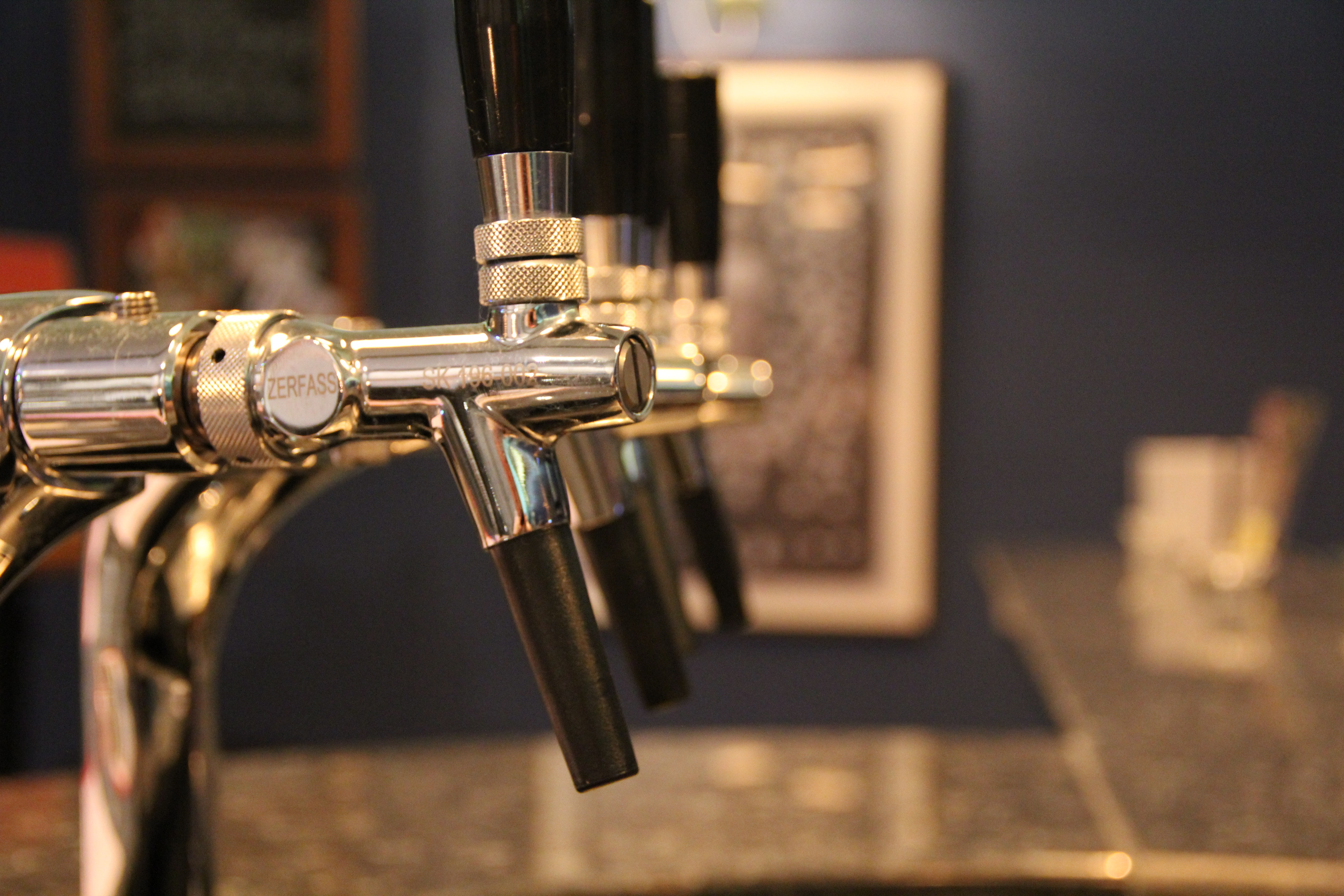
Zapfhähne für Bier (im Tresenbereich einer Gaststätte)

Auch bei modernen Schankanlagen, wie sie in der heutigen Gastronomie zu finden sind, findet der Zapfhahn weiterhin Verwendung. Er wird jedoch nicht mehr direkt in das Fass geschlagen, sondern ist meist auf der Theke an einer Schanksäule (häufig in Form einer attraktiv gestalteten Schmucksäule) montiert und über eine Schlauchleitung mit dem Fass verbunden.
Ein Zapfhahn ist generell so aufgebaut, dass er zur Reinigung komplett zerlegt werden kann. Dies ist unbedingt notwendig, da er mit dem Genuss- bzw. Lebensmittel Bier oder anderen Getränken direkt in Berührung kommt. Eventuelle Ablagerungen würden auf Dauer zu gesundheitlichen und geschmacklichen Beeinträchtigungen führen. Die Wahl des Werkstoffs ist hier mit entscheidend.
Neben dem simplen Zapfhahn, der lediglich den Getränkefluss in das Glas unterbricht, gibt es heute den sogenannten Kompensatorhahn. Dieser unterscheidet sich vom normalen Zapfhahn durch ein Düsensystem in seinem Inneren, das es ermöglicht, ein Getränk, insbesondere Bier, schaumfrei zu zapfen. Schankanlagen, die mit diesen Hähnen ausgestattet sind, werden mit einem höheren Druck (> 1Bar) als herkömmliche Anlagen (< 0,7 Bar) betrieben. Von außen unterscheidet er sich durch einen kleinen Verstellhebel an der Seite, mit dem die Durchflussquerschnitte im Inneren verändert werden können.
Das schnelle Zapfen von säure- und zuckerhaltigen Getränken wie Cola und Limonaden wäre ohne diese Hähne nicht möglich.
Für das Zapfen von Stout-Bieren (z. B. der Biersorte Guinness) wird ebenfalls ein spezieller Zapfhahn eingesetzt, der neben Stickstoff als Druckgas für den speziellen cremigen Schaum verantwortlich ist.
In der deutschen Gastronomie durften nach der (inzwischen außer Kraft getretenen) Schankanlagenverordnung nur zugelassene Zapfhähne eingesetzt werden.

## Sonstiges
Das Übergeschäumte oder der abgestrichene Bierschaum beim Zapfbier wird als Leckbier bezeichnet, das bei Zapfanlagen in einer meist mit einer Loch-, Gitter- oder Schlitzplatte abgedeckten Wanne unter dem Zapfhahn aufgefangen wird. Entsprechende Auffangvorrichtungen für übergeschäumtes oder herabtropfendes Bier, teils nur in Form eines unterhalb des Zapfhahns aufgestellten Auffangbehälters, sind häufig auch beim Zapfen von Bier aus Fässern anzutreffen. Früher wurde das Leckbier oft zu einem geringeren Preis an finanziell minderbemittelte Kunden ausgeschenkt. Heute wird der Begriff auch für schales, dünnes, abgestandenes oder gepanschtes Bier sowie für eine minderwertige Biersorte benutzt.

## Trivia
Das Wort Zapfenstreich (militärisch:Ausschankschluss/befohlene Bettruhe) leitet sich vom Zapfhahn ab.